# Przeździecko-Jachy
Przeździecko-Jachy – wieś sołecka w Polsce położona w województwie mazowieckim, w powiecie ostrowskim, w gminie Andrzejewo.
| SIMC    | Nazwa                   | Rodzaj    |
| ------- | ----------------------- | --------- |
| 0394810 | Przeździecko-Pierzchały | część wsi |

W latach 1975–1998 miejscowość administracyjnie należała do województwa łomżyńskiego.
Pomiędzy wsią P. Jachy a P. Grzymki znajduje się obszar zwany dotąd Żale, dawne cmentarzysko, na wyniosłem wybrzeżu rzeczki Brok Mały. Według podania miała stać świątynia pogańska, której szczątkami są rozrzucone w tem miejscu wielkie kamienie.
Wierni Kościoła rzymskokatolickiego należą do parafii Wniebowzięcia Najświętszej Maryi Panny w Andrzejewie.